# Пемпліно
Пемпліно (пол. Pęplino, нім. Horst) — село в Польщі, у гміні Устка Слупського повіту Поморського воєводства.
Населення — 349 осіб (2011).
У 1975-1998 роках село належало до Слупського воєводства.

## Демографія
Демографічна структура станом на 31 березня 2011 року:
|          | Загалом | Допрацездатний вік | Працездатний вік | Постпрацездатний вік |
| -------- | ------- | ------------------ | ---------------- | -------------------- |
| Чоловіки | 180     | 40                 | 125              | 15                   |
| Жінки    | 169     | 40                 | 96               | 33                   |
| Разом    | 349     | 80                 | 221              | 48                   |